# Municipio de Greely
El municipio de Greely (en inglés: Greely Township) es un municipio ubicado en el condado de Ward en el estado estadounidense de Dakota del Norte. En el año 2010 tenía una población de 16 habitantes y una densidad poblacional de 0,17 personas por km².

## Geografía
El municipio de Greely se encuentra ubicado en las coordenadas 47°53′17″N 101°1′42″O / 47.88806, -101.02833. Según la Oficina del Censo de los Estados Unidos, el municipio tiene una superficie total de 92.86 km², de la cual 90,18 km² corresponden a tierra firme y (2,89 %) 2,68 km² es agua.

## Demografía
Según el censo de 2010, había 16 personas residiendo en el municipio de Greely. La densidad de población era de 0,17 hab./km². De los 16 habitantes, el municipio de Greely estaba compuesto por el 100 % blancos. Del total de la población el 0 % eran hispanos o latinos de cualquier raza.